# Daniel Ceccaldi
Daniel Ceccaldi, född 25 juli 1927 i Meaux, Île-de-France, död 27 mars 2003 i Villejuif, Île-de-France, var en fransk skådespelare.

## Roller i urval
- 1955 – Frou-Frou, Paris' älskling
- 1955 – Kärleksmanöver
- 1963 – Den stora villervallan
- 1963 – Mannen från Rio
- 1964 – Den lena huden
- 1965 – Håll masken, tomtegubbar
- 1965 – Hämnd på tjallare
- 1965 – Jag älskar när åskan går
- 1965 – Rififi i Paris
- 1968 – Stulna kyssar
- 1969 – Une veuve en or
- 1970 – Älskar – älskar inte
- 1972 – Kärlek på eftermiddagen
- 1975 – Mannen med nio ansikten
- 1976 – Le Jouet
- 1978 – Bröderna Daltons hämnd (röst)
- 1981 – En gång snut alltid snut
- 1997 – Barbara